# アメリ・ロセヌー
アメリ・ロセヌー（Amelie Rosseneu、1988年1月18日 - ）は、イスラエルの柔道選手。ベルギーのアントウェルペン出身。階級は48kg級。

## 人物
2009年の世界選手権では初戦でベネズエラの選手に技ありで敗れた。
2010年のグランドスラム・モスクワでは3位になるも、世界選手権では初戦で日本の浅見八瑠奈に開始早々の大内刈で一蹴された。U23ヨーロッパ柔道選手権では優勝を飾った。2011年の世界選手権には出場しなかった。ベルギーのこの階級には世界選手権5位のシャルリーヌ・ファンスニックがいたこともあり、ロンドンオリンピックには出場できなかった。2012年のグランプリ・青島で優勝すると、グランドスラム・東京でも3位となった。2013年の世界選手権では3回戦でブラジルのサラ・メネゼスに一本負けを喫した。その後、2年以上パートナー関係にある52kg級で活躍しているイスラエルのロニ・シュワルツとともにイスラエルに移住することを決めると、国籍もイスラエルに変更した。かくして、2014年からはイスラエル代表として国際大会に参加することになり、グランドスラム・バクーでは2位となった。その後引退すると、スポーツ栄養士となった。

## 主な戦績
- 2008年 - U23ヨーロッパ柔道選手権　5位
- 2008年 - 嘉納杯　7位
- 2009年 - グランドスラム・リオデジャネイロ　5位
- 2009年 - U23ヨーロッパ柔道選手権　3位
- 2010年 - ベルギー国際　優勝
- 2010年 - ワールドカップ・ワルシャワ　優勝
- 2010年 - グランプリ・チュニス　3位
- 2010年 - グランドスラム・リオデジャネイロ　5位
- 2010年 - グランドスラム・モスクワ　3位
- 2010年 - U23ヨーロッパ柔道選手権　優勝
- 2010年 - グランプリ・青島　5位
- 2012年 - ワールドカップ・ブカレスト　優勝
- 2012年 - ワールドカップ・ローマ　3位
- 2012年 - グランプリ・アブダビ　2位
- 2012年 - グランプリ・青島　優勝
- 2012年 - グランドスラム・東京　3位
- 2013年 - グランプリ・デュッセルドルフ　5位
- 2013年 - ヨーロッパ選手権　5位
- 2013年 - グランプリ・マイアミ　5位
- 2013年 - パンナムオープン・サンサルバドル　2位
- 2013年 - グランドスラム・モスクワ　7位
- 2013年 - ヨーロッパオープン・ローマ　3位
- 2013年 - グランプリ・アブダビ　5位
- 2013年 - グランプリ・トビリシ　3位
- 2014年 - グランプリ・サムスン　5位
- 2014年 - グランドスラム・バクー　2位